# 大橋和彦
大橋 和彦（おおはし かずひこ、1963年 - ）は、日本の経済学者。専門は金融論。一橋大学大学院経営管理研究科教授、東京科学大学エネルギー・情報卓越教育院教授。日本ファイナンス学会会長、日本銀行金融研究所顧問、不動産証券化協会フェロー、日本証券クリアリング機構取締役等を歴任。

## 人物・経歴
1986年一橋大学経済学部卒業。1988年一橋大学大学院経済学研究科修士課程修了、経済学修士。指導教官は山崎昭。1993年マサチューセッツ工科大学スローン経営大学院博士課程修了、経営学博士（Ph.D.（Finance））。
1993年マギル大学経営大学院客員研究員。1994年スタンフォード大学経営大学院客員研究員、筑波大学社会工学系講師。1996年一橋大学商学部専任講師。1998年同助教授。1999年シカゴ大学ブース・スクール・オブ・ビジネス客員研究員、一橋大学大学院国際企業戦略研究科助教授。2007年同教授。
2008年日本ファイナンス学会会長。2010年日本銀行金融研究所客員研究員、アジアファイナンス学会理事。2011年不動産証券化協会フェロー。2014年日本ファイナンス学会会長。2015年日本証券クリアリング機構取締役。2016年日本銀行金融研究所顧問。2021年東京工業大学エネルギー・情報卓越教育院教授（クロスアポイントメント）。2024年東京科学大学エネルギー・情報卓越教育院教授。
2015年、論文"The Relative Asset Pricing Model: Toward a Unified Theory of Asset Pricing"でInvestment Management Consultants Association（IMCA）Edward D. Baker III Journal Award Honorable Distinctionを受賞。

## 著作

### 著書
- 『変革期の金融資本市場』（共著）日本評論社 2000年
- 『証券化の知識』日経文庫 2001年、第2版2010年
- "Capital Markets, Banking and Corporate Finance"（共著）マクミラン出版社 2001年
- 『新世紀の先物市場』（一橋大学大学院商学研究科編、共著）東洋経済新報社 2002年
- 『入門 金融論』（池尾和人編、共著）ダイヤモンド社 2004年
- 『バイアウトファンド』（松木伸男,本多俊毅と共著）中央経済社 2004年
- 『日本発! エネルギー新産業 グローバルで勝つ3つのビジネス戦略』（共著）日経BP社 2013年

### 訳書
- ダレル・ダフィー 『資産価格の理論』（山崎昭,桑名陽一,本多俊毅と共訳）創文社 1998年
- John Y.Campbell,Andrew W. Lo,Craig Mackinlay『ファイナンスのための計量分析』（祝迫得夫,中村信弘,本多俊毅,和田賢治と共訳）共立出版 2003年
- ヒュン・ソン・シン『リスクと流動性: 金融安定性の新しい経済学』（服部正純と共訳）東洋経済新報社 2015年